# Írország zászlaja
Írország zászlaja három függőleges sávból áll, amelyek színe a zászlórúd oldalától kifelé rendre zöld, fehér és narancssárga. A lobogót írül An Bhratach Náisiúnta néven emlegetik. Írország trikolórja nem tekint vissza túl nagy múltra, hiszen első megjelenése 1848-hoz köthető, és a függetlenné váló Írország 1922-ben tette hivatalos jelképévé a háromszínű lobogót. Az ír föld lobogói viszont már sokkal távolabbi múltra tekinthetnek vissza. Írország területén ugyanis mind a mai napig több lobogó is használatban van, amelyek szintén nemzeti jelképekké váltak az idők folyamán.

## Az ír trikolór
A háromszínű ír lobogó tehát elsőként az európai forradalmak évében, 1848. március 7-én született meg, bár valószínűleg akkor fordított sorrendben használták a színeket. A brit elnyomás ellen fellázadó ír ifjak élén Thomas Francis Meagher lengette meg a trikolort Waterford városban. A zászlót a Nagy Francia Forradalom hatására alakították háromszínűvé. A lobogó színeit ekkor határozták meg, és ezek jelentése még ma is elfogadott. Ezek szerint a zöld szín a nemzeti függetlenség pártján álló katolikus íreket szimbolizálja. A zászló másik szélén található narancssárga Írország protestáns lakóit jelképezi, akik támogatták a britekkel való egyesülést. A narancssárga Orániai Vilmos, angol királyra utalt. Ugyan a népszerű hiedelmekkel ellentétben a húsvéti lázadás idején nem ez a lobogó mutatott irányt az íreknek, mégis a háromszínű zászlót 1919-ben hivatalosan is ír lobogóvá tették, majd 1922-től a független Írország nemzeti jelképe a három szín.
Észak-Írország azonban a függetlenségi harcokban úgy döntött, hogy az Egyesült Királyság részeként folytatja útját, nem függetlenedik. Mindemellett a trikolór itt is gyakran előfordul. Azonban az Ír-sziget északi részén már egészen más jelentéstartalommal töltődik az ír trikolor. Északon ugyanis 1953-ban a Union Jack-en kívül az északír parlament hivatalosan elfogadott egy újabb lobogót, amely Ulster tartomány történelmi zászlójából alakult ki (lásd: Észak-Írország zászlaja). A zászló szimbólumainak ellentmondva északon a protestánsok és a katolikusok nem békültek ki, sőt Írország függetlenedése óta folyamatosak a harcok. Ezért a trikolór a szakadárok jelképe lett, azon katolikusoké, akik szívesebben válnának meg London irányításától. Ezzel szemben a protestánsok a brit lobogó színeivel jelzik hovatartozásukat. Nem ritka, hogy az északír házak kéményeinél vagy erkélyein a kétfajta zászló jelzi, hogy a benne lakók protestánsok vagy katolikusok. Leggyakrabban azonban minden város és tartomány a saját jelképeit használja.
Az ír trikolór fordított sorrendben az elefántcsontparti lobogót jelöli. Tehát amennyiben nem a zöld szín van a rúd felől, hanem a narancssárga, Elefántcsontpart zászlaját látjuk.

## Más ír lobogók
A ma közbeszédben egyértelműen Szent Patrik-keresztes zászlóként említett lobogó létrejöttének nincs pontos dátuma.
Egy korai említés, amely Szent Patrik zászlajára utalhat, John Glanville naplójából származik, aki az angol-holland flotta 1625-ös Cádizba való útjáról írt: „... Hogy ez angol és nem ír akció volt, és a vitatott színek Szent György zászlajára vonatkoztak, nem pedig Szent Patrikéra [utalva arra, amit Valentia vikomtja felvont]...”
A Szent Patrik lovagrend 1783-ban jött létre. A rend jelvényén egy fehér alapon vörös András-kereszt volt – lásd jobb oldali illusztráció –, amelyet „Szent Patrik keresztjének” neveztek.
A Szent Patrick-rend kapcsán élénk vita zajlott. Az egymást derékszögben metsző Andráskeresztet többen skótnak tartották (Szent András a skótok véfőszentje). Az ír kereszt talpas kereszt, a lovagrendé pedig ettől eltért.
Sokan úgy vélik, hogy a Szent Patrick-keresztet egyszerűen a Leinster hercegek címeréből vették át. Leinster hercegei uralták a XVIII. századi Dublin politikai és társadalmi életét, különösen a Leinster Házból, a hercegi palotából (amely később az ír parlament és szenátus, az Oireachtas székhelye lett). William FitzGerald, Leinster 2. hercege az Ír Lordok Házának első nemese és a Szent Patrik-rend alapító tagja volt. Más vélekedés szerint Lord Temple a rend jelvényeit a Térdszalagrend szimbólumaira alapozta, és egyszerűen 45 fokkal elforgatta annak Szent György keresztjét. Henry Gough 1893-ban kétségbe vonta Szent Patrik keresztjének régiségét azon az alapon, hogy ha a kereszt Írország hivatalos szimbóluma lett volna a Protektorátus idején, akkor az akkori zászlók ezt használták volna az arany ír hárfa helyett.
1783-tól az angolok Írország hivatalos jelképévé tették a fehér háttér előtti piros keresztet. A keresztet az írek jelentős hányada hazug jelképnek tartotta, és ezért nem is tisztelték. Ennek több oka is volt, azonban szinte mindegyik oda vezetett, hogy a zászlót az angolok erőltették a szigetországra. Ezért aztán 1922-ben száműzték az ország jelképei közül a keresztet. Ugyanakkor a amely ráadásul 1801-től a brit lobogón Írország jelképeként is megjelent.
Ma a zászló még mindig felfedezhető Észak-Írország lobogóján, és gyakran használják akkor, amikor ír küldöttség érkezik a sziget protestáns északi felébe, semleges ügyben. Sőt Szent Patrik keresztje jelzi azt is, ha valahol az egész ír nemzet együtt képviselteti magát (így például a közös rugby-csapat esetében.)
A kereszt egyébként az Amerikai Egyesült Államok két államának lobogójában is megjelenik: Alabama és Florida lobogóiban.

Az ír tartományi zászló

Az ír tartományi zászló, vagy más néven a négy tartomány-zászló Írország történelmi lobogója. A zászló négy részre van osztva, amely a sziget négy történelmi tartományának zászlaját mutatja. A korábbi időkben az írek szívesen használták ezt a lobogót, ha minden írt képviselni akartak. Manapság is az egész sziget ír lakóit jelképezi ez a lobogó. A bal felső negyedben Munster zászlaja látható. Mellette Connacht, a bal alsó negyedben Ulster (amely ma javarészt Észak-Írországhoz tartozik), és mellette Leinster lobogója látható. Ezt a zászlót használják mind a mai napig a curling és rugby csapatok.

A Leinster-zászló

A 19-20. században Írország katolikus vidékeinek jelképévé vált az úgynevezett zöld zászló. A lobogó megtalálható a tartományi zászlóban is, a déli részt képviselő zászló Leinster tartomány lobogójával egyezik meg. A zöld háttér előtt látható arany hárfa az ír nemzetiség régi jelképe. Mindemellett a sziget politikai és közigazgatási központjának, Dublinnak a tartománya Leinster. A lobogó tehát nem csupán az ír függetlenséget fejezte ki, hanem azt is, hogy Dublin az írek központja.